# Kuala Trang
Kuala Trang is een bestuurslaag in het regentschap Nagan Raya van de provincie Atjeh, Indonesië. Kuala Trang telt 2151 inwoners (volkstelling 2010).